# Entodesma
Entodesma is een geslacht van tweekleppigen uit de familie van de Lyonsiidae.

## Soorten
- Entodesma brasiliense (Gould, 1850)
- Entodesma brevifrons (G.B. Sowerby I, 1834)
- Entodesma cuneata (Gray, 1828)
- Entodesma delicatum (Marincovich, 1973)
- Entodesma elongatulum Soot-Ryen, 1957
- Entodesma fretalis (Dall, 1915)
- Entodesma inflatum (Conrad, 1837)
- Entodesma navicula (Adams & Reeve, 1850)
- Entodesma patagonicum (d'Orbigny, 1846)
- Entodesma pictum (Sowerby, 1834)
- Entodesma solemyalis (Lamarck, 1818)
- Entodesma weisbordi Macsotay & Campos, 2001